# Головчицы (Дрогичинский район)

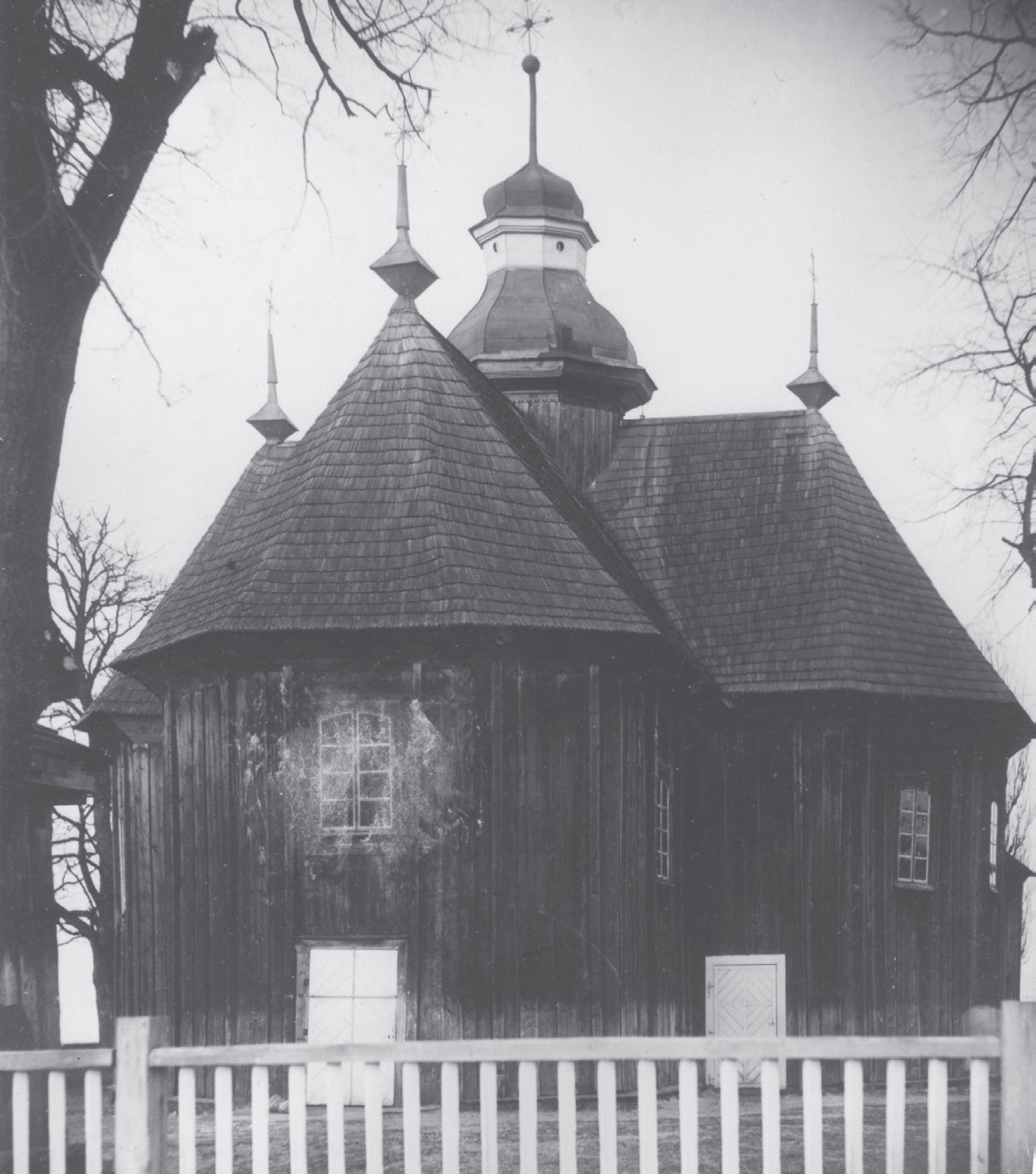
Церковь в Головчицах (не сохранилась). Фото 1900 года

Голо́вчицы (бел. Гало́ўчыцы) — агрогородок в Дрогичинском районе Брестской области Беларуси. Входит в состав Закозельского сельсовета. До 2013 года был центром Головчицкого сельсовета (в 2013 году сельсовет упразднён). Население — 239 человек (2019).

## География
Голо́вчицы находятся в 20 км к юго-западу от Дрогичина и в 8 км к юго-востоку от Антополя близ границы с Кобринским районом. В трёх километрах к северу от села проходит шоссе М13 на участке Кобрин — Дрогичин. Местные дороги ведут в направлении деревень Осиповичи и Дятловичи. Рядом с ним расположено водохранилище «Головчицы» площадью 59 га со стоком в Днепровско-Бугский канал. Ближайшая ж/д станция — в деревне Вулька-Антопольская (линия Брест — Пинск).

## Инфраструктура
В агрогородке работает Головчицкая сельская библиотека Дрогичинской РЦБС.

## Достопримечательности
- Крестовоздвиженская церковь. Построена из дерева, вероятно в 1943 году, на месте более старой церкви
- Дом молитвы христиан-баптистов
- Памятник землякам. Стела, установленная в 1968 году для увековечивания памяти 77 земляков, погибших в Великую Отечественную войну[3].